# آدولف اوربان
آدولف اوربان (به آلمانی: Adolf Urban) بازیکن فوتبال و مهاجم اهل آلمان است که از سال ۱۹۳۵ میلادی عضو تیم ملی فوتبال آلمان بوده‌است. وی در ۲۱ بازی ملی حضور داشته است و آخرین بازی ملی خود را در سال ۱۹۴۲ میلادی انجام داد. آدولف اوربان در بازی‌های ملی‌اش ۱۱ گل به ثمر رساند.